# أحمد العجيل
أحمد مساعد عبد المحسن العجيل، محامٍ وقاضٍ كويتي، وهو رأس السلطة القضائية الكويتية، حيث يرأس المجلس الأعلى للقضاء ومحكمة التمييز منذ 20 أكتوبر 2020. كان قبل ذلك رئيسًا لمحكمة الاستئناف، حين عُين على رأسها في 1 أكتوبر 2012. وكان العجيل قد شغل العديد من المناصب القضائية في دولة الكويت، منها رئاسة إدارة التنفيذ المدني ومعهد القضاء والدائرة الجزائية الأولى في محكمة التمييز.